# El teu color
El teu color (japonès: きみの色, hepburn: Kimi no Iro) és una pel·lícula d'animació japonesa de 2024. Dirigida per Naoko Yamada i produïda per Science Saru, es va estrenar als cinemes del Japó l'agost de 2024. La versió doblada al català es va estrenar als cinemes el 21 de febrer de 2025.
La premissa del film es basa en la capacitat de la Totsuko, una estudiant, de veure els "colors" dels altres, i com ella forma un grup de música amb dos amics.
El novembre de 2022, Naoko Yamada va declarar en una entrevista a Anime News Network que treballava en una pel·lícula amb Science Saru. El títol es va anunciar al desembre del mateix any; també es va anunciar que Reiko Yoshida s'ocuparia del guió i que Kensuke Ushio en faria la banda sonora.
El 16 de juliol de 2024 es va estrenar una adaptació al manga, escrita i il·lustrada per Sanami Suzuki, al lloc web Comic Newtype de Kadokawa Shoten.
La pel·lícula va guanyar el premi Calze d'Or a la millor pel·lícula d'animació del Festival Internacional de Cinema de Shanghai de 2024. Va empatar amb Memoir of a Snail en el Premi del públic al 7è Festival de Cinema d'Animació.